# Carl Israel Sandström
Carl Israel Sandström (Linköping, 14 de novembre del 1824 - Göteborg, 20 de novembre del 1880) fou un organista, professor i compositor suec, germà del cantant d'òpera Gustaf Sandström. Estudià en el Conservatori d'Estocolm i assolí gran anomenada a músic molt polivalent i compositor de lieder i peces corals. Les seves obres principals que es publicaren són: Sänger vid Piano (1853); Körer för Mansröster (1864); Kring ängerfanan (1874), i quatre quaderns de cançons per les escoles, molt interessant.